# 26887 Tokyogiants
26887 Tokyogiants (1994 TO15) là một tiểu hành tinh vành đai chính được phát hiện ngày 14 tháng 10 năm 1994 bởi Isao Sato và Hiroshi Araki ở Đài thiên văn Kiso.